# Michel Périn (copilote)
Pour les articles homonymes, voir Michel Périn et Périn.
Michel Périn, né le 19 janvier 1957 à Saint-Mihiel (Meuse), est un copilote français de rallye automobile. Il s'illustre aussi bien en rallye « traditionnel » aux côtés de François Chatriot (de 1984 à 1992) ou encore de Patrick Magaud qu'en rallye-raid avec Pierre Lartigue,  Carlos Sainz, Nani Roma et Mikko Hirvonen. Il fait maintenant partie du Team Mini X-Raid.

## Palmarès

### Rallye
- 1986 - Vice-champion de France des rallyes et 3e du championnat d'Europe avec François Chatriot sur Renault 5 Maxi Turbo ;
- 1989 - Champion de France des rallyes avec François Chatriot sur BMW M3 ;
- 1990 - Champion de France des rallyes avec François Chatriot sur BMW M3 ;
- 1991 - Championnat du monde des rallyes avec François Chatriot, officiel Subaru ;
- 1992 - Championnat du monde des rallyes avec François Chatriot, officiel Nissan ;
  - 1997 - copilote Patrick Magaud lors de quelques manches du championnat de France des rallyes sur Citroën Saxo Kit-Car ;
  - 1998 - 3e du championnat de France des rallyes avec Patrick Magaud sur Citroën Xsara Kit-Car ;
- 2004 - Rallye automobile Monte-Carlo avec Guerlain Chicherit sur Citroën Saxo S1600.

### Rallye-raid
- 1992 - Victoire au Paris-Moscou-Pékin avec Pierre Lartigue, officiel Citroën ;
- 1993 - 2 victoires (Baja Portugal et Baja Espagne) avec Pierre Lartigue, officiel Citroën ;
- 1994 - 5 victoires (Rallye Dakar, Tunisie, Atlas, Baja Italie et Baja Portugal) avec Pierre Lartigue, officiel Citroën ;
- 1995 - 4 victoires (Rallye Dakar, Tunisie, Baja Italie et Baja Espagne) avec Pierre Lartigue, officiel Citroën ;
- 1996 - 4 victoires (Rallye Dakar, Tunisie, Baja Italie et Baja Portugal) avec Pierre Lartigue, officiel Citroën ;
- 1997 - 3 victoires (Tunisie, Baja Italie et Baja Espagne) avec Pierre Lartigue, officiel Citroën ;
- 2005 - 5e au Rallye Dakar, vainqueur au Rallye du Maroc et au rallye d'Orient avec Bruno Saby, officiel Volkswagen ;
- 2006 - 9e au Rallye Dakar avec Bruno Saby, officiel Volkswagen ;
- 2007 - Vainqueur de la trans-ibérique, 2e au Rallye du Maroc et à l'UAE Desert challenge avec Carlos Sainz ;
- 2008 - Victoire au rallye d'Europe centrale avec Carlos Sainz ;
- 2009 - Victoire à la Baja Espagne avec Carlos Sainz ;
- 2010 - 5e du Rallye-raid OiLibya du Maroc avec Nani Roma ;
- 2011 - 3e du Rallye de Tunisie avec Nani Roma ;
- 2012 - 2e  au Rallye Dakar et au rallye Desafío Litoral (Dakar Series) avec Nani Roma ;
- 2013 - 4 victoires (Abou Dhabi, Desafío Ruta 40 (Dakar Series), Baja Espagne-Aragon et Baja de Hongrie) avec Nani Roma, et 3e de la coupe du monde des rallyes-raids des copilotes ;
- 2014 - 3 victoires (Rallye Dakar, Baja Espagne-Aragon et Desafío Inca (Dakar Series)) avec Nani Roma ;
- 2016 - 4e au Rallye Dakar avec Mikko Hirvonen.

(nb: 6 fois champion du monde des rallye-raid en tant que copilote : 1993, 1994, 1995, 1996, 2005, 2007)